# نيلسون لومباردي
نيلسون لومباردي (بالبرتغالية: Nilson Lombardi‏) هو ملحن وعازف بيانو برازيلي، ولد في 3 يناير 1926 في سوروكابا في البرازيل، وتوفي في 9 أبريل 2008.